# Indische Cricket-Nationalmannschaft in England in der Saison 1996
Die Tour der indischen Cricket-Nationalmannschaft nach England in der Saison 1996 fand vom 23. Mai bis zum 9. Juli 1996 statt. Die internationale Cricket-Tour war Bestandteil der Internationalen Cricket-Saison 1996 und umfasste drei Tests und drei ODIs. England gewann die Test-Serie 1–0 und die ODI-Serie 2–0.

## Vorgeschichte
Das ist die erste Tour der Saison für beide Mannschaften. Das letzte Aufeinandertreffen der beiden Mannschaften bei einer Tour fand in der Saison 1992/93 in Indien statt.

## Stadien
Die folgenden Stadien wurden für die Tour als Austragungsort vorgesehen.
| Stadion                     | Stadt      | Kapazität | Spiele  |
| --------------------------- | ---------- | --------- | ------- |
| Edgbaston Cricket Ground    | Birmingham | 24.803    | 1. Test |
| Headingley Stadium          | Leeds      | 17.000    | 2. ODI  |
| Lord’s Cricket Ground       | London     | 30.000    | 2. Test |
| The Oval                    | London     | 23.500    | 1. ODI  |
| Old Trafford Cricket Ground | Manchester | 19.000    | 3. ODI  |
| Trent Bridge                | Nottingham | 15.350    | 3. Test |

## Kaderlisten
Die folgenden Kader wurden von den Mannschaften benannt.
| Test | Test | ODI | ODI |
| England | Indien | England | Indien |
| --- | --- | --- | --- |
| - Mike Atherton - Dominic Cork - Mark Ealham - Graeme Hick - Nasser Hussain - Ronnie Irani - Nick Knight - Chris Lewis - Peter Martin - Alan Mullally - Min Patel - Jack Russell - Alec Stewart - Graham Thorpe | - Mohammad Azharuddin - Rahul Dravid - Ajay Jadeja - Sourav Ganguly - Ajay Jadeja - Sunil Joshi - Anil Kumble - Sanjay Manjrekar - Paras Mhambrey - Nayan Mongia - Venkatesh Prasad - Venkatapathy Raju - Vikram Rathour - Javagal Srinath - Sachin Tendulkar | - Mike Atherton - Ali Brown - Dominic Cork - Mark Ealham - Darren Gough - Graeme Hick - Ronnie Irani - Chris Lewis - Peter Martin - Matthew Maynard - Mike Smith - Alec Stewart - Graham Thorpe | - Mohammad Azharuddin - Rahul Dravid - Sourav Ganguly - Ajay Jadeja - Anil Kumble - Sanjay Manjrekar - Paras Mhambrey - Nayan Mongia - Venkatesh Prasad - Venkatapathy Raju - Vikram Rathour - Navjot Sidhu - Javagal Srinath - Sachin Tendulkar |

## Tests

### Erster Test in Birmingham
| 6. – 9. Juni Scorecard | Birmingham | Indien 214 (69.1) & 219 (70.4) | – | England 313 (90.2) & 121-2 (33.5) |
|                        |            | England gewinnt mit 8 Wickets  |   |                                   |

### Zweiter Test in London
| 20. – 24. Juni Scorecard | London (Lord’s) | England 344 (130.3) & 279-9d (121) | – | Indien 429 (169.3) |
|                          |                 | Remis                              |   |                    |

### Dritter Test in Nottingham
| 4. – 9. Juli Scorecard | Nottingham | Indien 521 (167) & 211 (69) | – | England 564 (198.5) |
|                        |            | Remis                       |   |                     |

## One-Day Internationals

### Erstes ODI in London
| 23./24. Mai Scorecard | London (The Oval) | England 291-8 (50) | – | Indien 96-5 (17.1/50) |
|                       |                   | No Result          |   |                       |

### Zweites ODI in Leeds
| 25. Mai Scorecard | Leeds | Indien 158 (40.2/42)          | – | England 162-4 (39.3/42) |
|                   |       | England gewinnt mit 6 Wickets |   |                         |

### Drittes ODI in Manchester
| 26./27. Mai Scorecard | Manchester | Indien 236-4 (50)             | – | England 239-6 (48.5) |
|                       |            | England gewinnt mit 4 Wickets |   |                      |